# Francisco Palacios

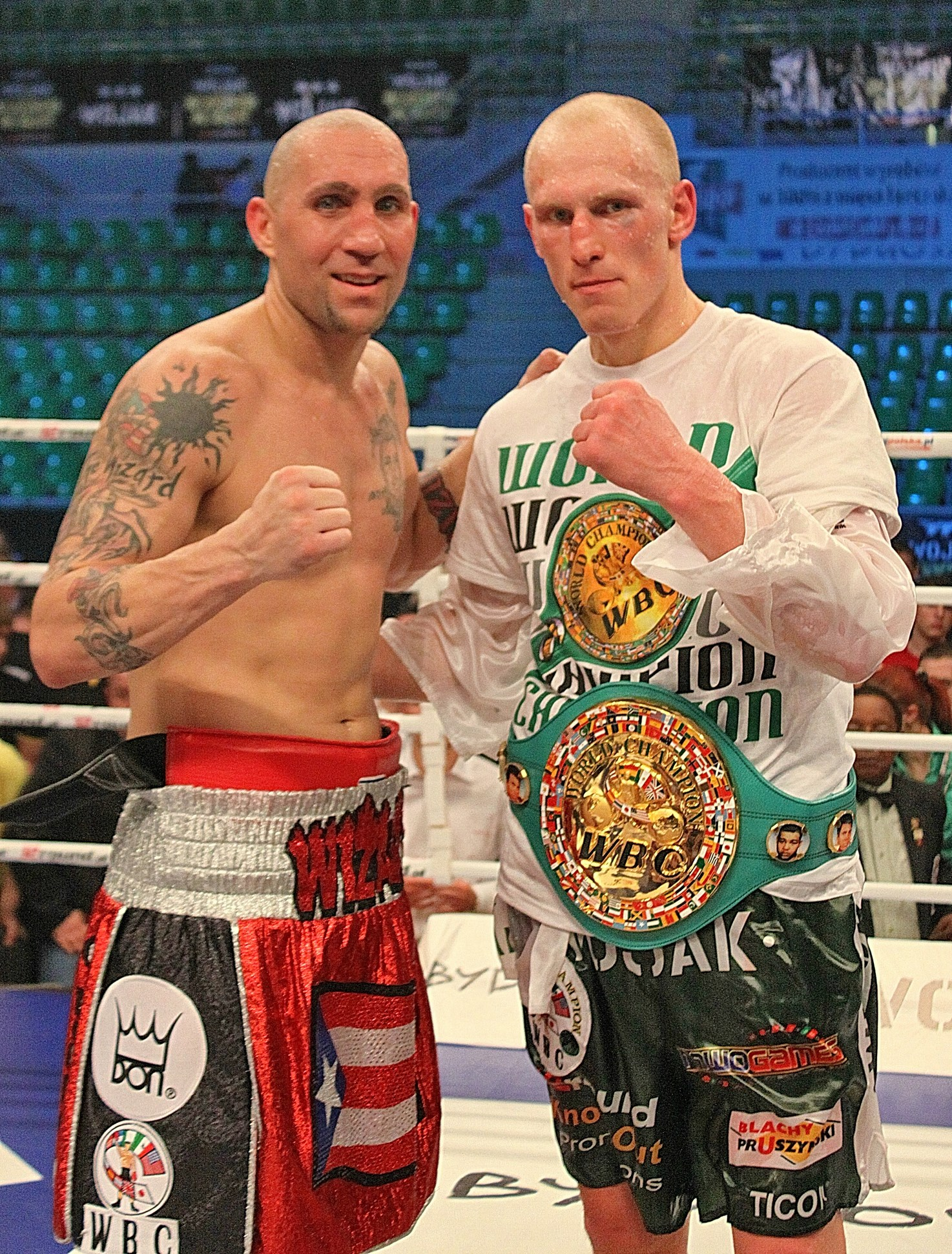
Francisco Palacios i K. Włodarczyk po walce o pas mistrzowski w Bydgoszczy (2014)

Francisco Palacios (ur. 25 maja 1977 w Nowym Jorku) – portorykański bokser wagi junior ciężkiej.

## Kariera zawodowa
Francisco Palacios swoją karierę bokserską rozpoczął w 2000 roku. Po czterech lata, podczas których wygrał kilka regionalnych turniejów o mistrzostwo stanów, w 2004 roku zdecydował się przejść na zawodowstwo.
19 marca 2004 stoczył swój debiutancki pojedynek w boksie zawodowym. W pierwszej rundzie, przez nokaut pokonał Coreya Surrency'ego.
18 września 2008 Palacios zmierzył się z byłym rywalem Tomasza Adamka – Luisem Andresem Pinedą. Portorykańczyk zwyciężył walkę w drugiej rundzie przez nokaut. Stawką pojedynku był pas WBA Fedelatin.
14 lutego 2009 Francisco Palacios obronił pas WBA Fedelatin, wygrywając już w pierwszej rundzie przez nokaut, z Lawrence'em Chapmanem.
2 kwietnia 2011 w Bydgoszczy Palacios przegrał niejednogłośnie na punkty z Krzysztofem Włodarczykiem, stosunkiem 115:113 oraz 112:118 i 113:116 dla rywala. Stawką pojedynku był tytuł Mistrza Świata federacji WBC broniony przez Polaka. Przebieg walki, w której obaj bokserzy byli pasywni, zaskoczył publiczność, która wygwizdała obu zawodników. Palacios częściej zadawał ciosy, a w wywiadzie po walce uznał siebie za zwycięzcę. Wynik walki i sposób sędziowania zostały uznane za kontrowersyjne i były szeroko komentowane w portalach bokserskich.
W rewanżu rozegranym we wrześniu 2012 we Wrocławiu jednogłośnie na punkty (116-112, 117-112 i 116-113) wygrał Krzysztof Włodarczyk, tym razem bez żadnych kontrowersji.
20 września 2014 w Orlando na Florydzie pokonał jednogłośnie na punkty 80:71, 80:71 i 80:71 w ośmiorundowym pojedynku Kolumbijczyka Epifanio Mendoza (39-18-1, 34 KO) a 7 lutego 2015 na gali na Dominikanie, przez nokaut w pierwszej rundzie reprezentanta gospodarzy Sandy′ego Antonio Soto (2-14-0, 2 KO).
W pojedynku o pas WBA International 10 kwietnia 2015  w Moskwie, został znokautowany w pierwszej rundzie przez Rosjanina Dimitrija Kudriaszowa (18-1, 17 KO).
2 kwietnia 2016 w Tauron Arena w Krakowie przegrał przez techniczny nokaut w czwartej rundzie z Polakiem Michałem Cieślakiem (12-0, 8 KO).